# Kościół Niepokalanego Poczęcia Najświętszej Maryi Panny w Konarzewie
Kościół Niepokalanego Poczęcia Najświętszej Maryi Panny w Konarzewie – kościół rzymskokatolicki znajdujący się w Konarzewie. Świątynia wybudowana w 1889 roku jest siedzibą miejscowej parafii.

## Historia
Kościół zbudowano w 1889 roku na fundamentach dawnej świątyni katolickiej. Poświęcony został 8 grudnia 1945

## Wyposażenie
Na szczególną uwagę zasługuje odrestaurowana chrzcielnica z 1682 roku z warsztatu Christiana Baschego z Trzebiatowa i znajdujące się na niej malowidła. Pierwsze przedstawia świątynię wspartą na pięciu filarach i przykrytą kopułą. Na szczycie budowli – Chrystus, z którego ran tryska krew. Drugie przedstawia klęczącą postać z wagą i mieczem w rękach. Dalej widać mężczyznę siedzącego za stołem na krześle z wysokim oparciem, za krzesłem tablice 10 przykazań. Trzecie malowidło przedstawia mężczyznę z dzieckiem na ręku. Następne malowidła to: postać klęczącego anioła, zdejmującego z twarzy maskę i odwracającego głowę ku bogato ubranej kobiecie z wachlarzem; mężczyzna jadący na jeleniu, w głębi Chrystus, z którego ran tryska krew; wisząca na drążku zasłona, którą odsłania brodaty mężczyzna (Bóg Ojciec).
W kościele zachowała się empora chórowa z organami, na których wyryta jest data: 1889 rok. Empory umocowane na wspornikach z belek o profilowanych czołach, dźwiganych przez czworoboczne słupy, zwieńczone profilowanym gzymsem. Balustrady płycinowe pełne, ozdobione malowidłami o motywach liści ostu i winnych gron. W środkowej płycinie balustrady empory muzycznej malowidło przedstawiające krzyż i kielich z hostią w promienistej glorii, ozdobionej kłosami zbóż i flankowane przez jelenie.